# Wörthersee Stadion
Wörthersee Stadion (2007–2010 Hypo-Arena) – wielofunkcyjny stadion w Klagenfurt am Wörthersee w Austrii.
Stary stadion, posiadający pojemność 24 000 miejsc, został w 2005 roku zburzony.
Nowy obiekt – w związku z organizacją przez Austrię wraz ze Szwajcarią Euro 2008 – stał się jedną z aren tych zawodów. Na tym stadionie zostały rozegrane mecze grupy B: 8 czerwca 2008 reprezentacji Polski z Niemcami, 12 czerwca mecz Niemcy – Chorwacja, a 16 czerwca Polska – Chorwacja. 
Swoje mecze na tym obiekcie rozgrywa klub piłkarski Austria Klagenfurt, zastępując tym samym w roli gospodarza obiektu, rozwiązany w 2009 roku klub FC Kärnten.
W 2019 roku na stadionie zrealizowano wystawę pod nazwą For Forest, w ramach której na murawie obiektu tymczasowo posadzono 299 drzew. Była to największa instalacja artystyczna w historii Austrii.